# چو پولو
چو پولو کوهی واقع در هیمالیای نپال در منطقهٔ خومبو است که ارتفاع آن به ۶۷۳۴ متر می‌رسد. قله‌های جانکشن پیک (دائولاگیری) در شمال، آیلند پیک در غرب و نوم ری در جنوب این کوه قرار دارند و خود آن نیز بخشی از 
پارک ملی ساگارماتا را تشکیل می‌دهد.
نخستین صعود رسمی به قلهٔ چو پولو توسط گروهی آلمانی متشکل از دیتر رولکر، گونتر یونگ، اولاف ریک و مارکوس والتر در تاریخ ۱۲ نوامبر ۱۹۹۹ صورت گرفت.